# Панкратовский мост
Панкратовский мост — инженерное сооружение и памятник архитектуры в городе Херсоне, Украина. Соединяет центральную часть города с историческим районом Забалка. Был сооружён в 1907 году через Засыпную балку. В настоящее время проходит вдоль улицы Рабочей над улицей Колодязной.

## Происхождение названия
Во время строительства моста улица Рабочая носила название Панкратовской. Строящийся мост был назван в честь этой улицы.

## История
При строительстве Херсона остро встал вопрос прокладки дорог. Особенности ландшафта поставили перед инженерами непростую задачу объединения разных частей города между собой. Одновременно с этим город должен был оставаться защищенным в военном плане. Большое количество балок в рельефе города привело к созданию нескольких нестандартных мостов, одним из которых является Панкратовский мост.
До строительства моста в месте его сооружения находилась балка, бывшая ранее руслом реки Колодязной, которую можно было пересечь только пешком.
Мост был введен в эксплуатацию в 1907 году. На момент строительства Панкратовского моста проектировщики применили новейшие технологии в данной отрасли. В конструкции моста предусмотрено несколько арок для отвода воды.
Мост соединяет спальный район с центром города. По оценкам городских информационных ресурсов, мост играет важное стратегическое значение в организации пропускной способности на дорогах.
В 2003 году была проведена капитальная реконструкция моста.

## Технические характеристики
Длина моста составляет 67 м, ширина 7,5 м. Мост сделан из камня-известняка.

## Оценки
Портал «Вгору» пишет: «архитекторы называют стиль, в котором исполнен мост, западноевропейским. По их словам, подобные объекты тогда были характерны больше для городов Германии или Бельгии».

## Галерея

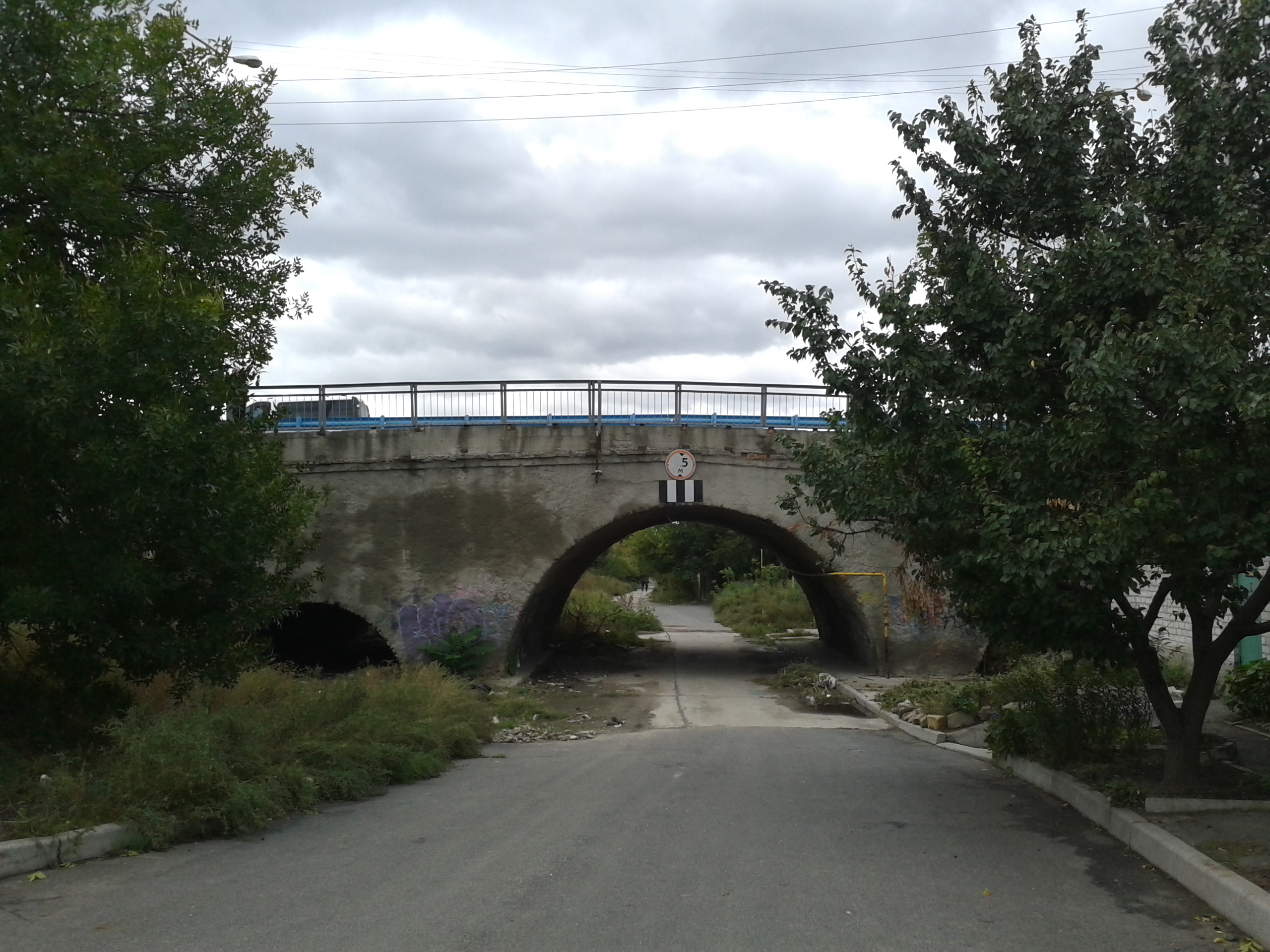
Вид с улицы Колодязной
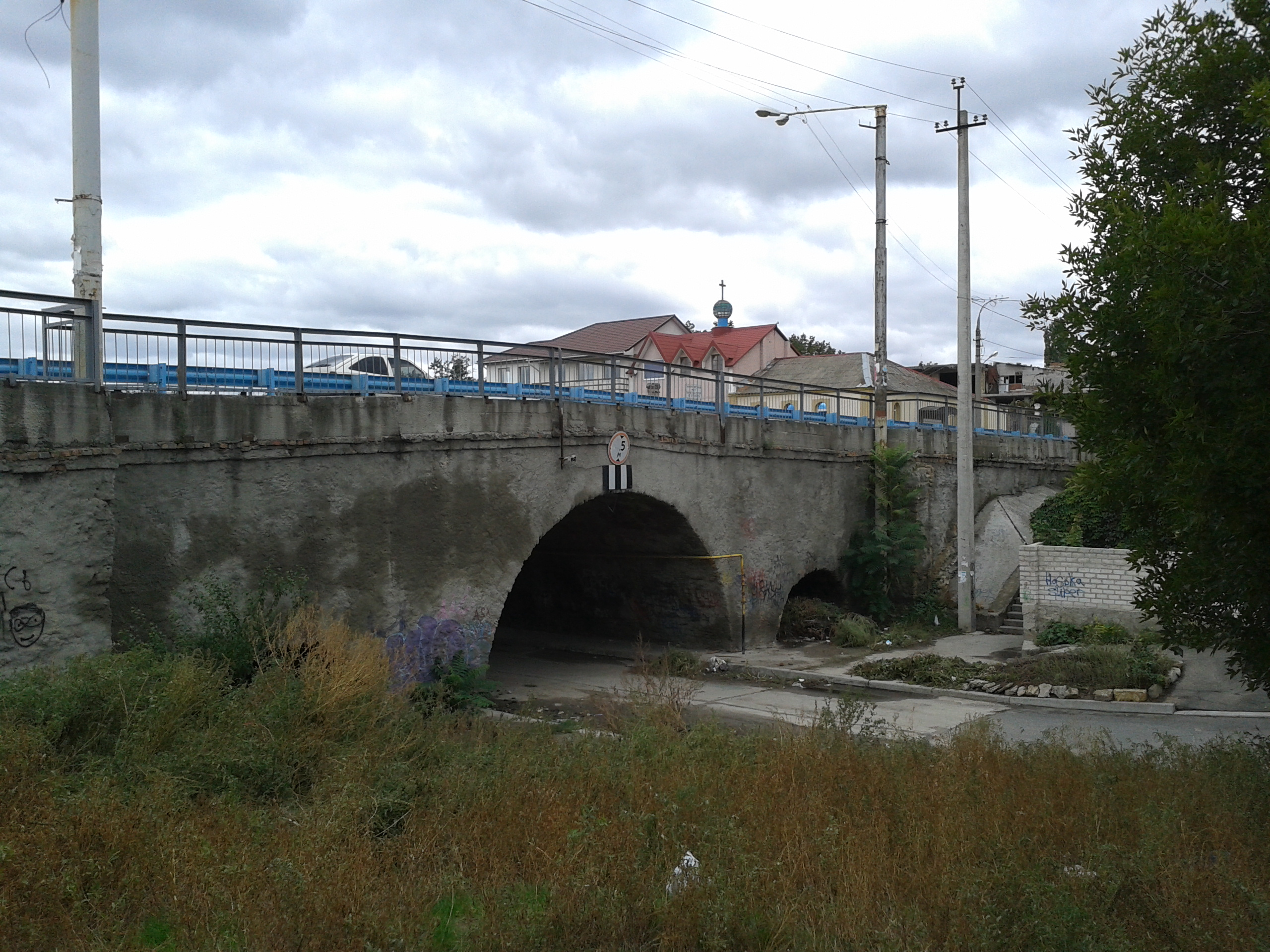
Вид с улицы Горского

## Ссылка
- Кто виноват в ужасном «перевоплощении» одной из исторических памяток Херсона (фото). favoritekherson.co. Дата обращения: 30 мая 2022.